# Referendum costituzionale in Turchia del 2007
Il 21 ottobre 2007 si svolse in Turchia un referendum costituzionale sulla riforma elettorale. Dopo il fallito tentativo di eleggere il successivo presidente nel maggio 2007, il governo di Recep Tayyip Erdoğan introdusse in parlamento delle sostanziali riforme elettorali che furono poi approvate con i voti del Partito della Giustizia e dello Sviluppo di Erdoğan e del Partito della Madrepatria all'opposizione.

## Contesto
Il presidente della Turchia, secondo quanto previsto dalla costituzione del 1982, è eletto dalla Grande Assemblea nazionale della Turchia. Ciò sarebbe dovuto avvenire tra la fine di aprile e l'inizio di maggio 2007 in poi (in un massimo di quattro turni di votazione che si sarebbero tenuti il 27 aprile 2007, il 6 maggio 2007 e successivi), prima che il mandato di Ahmet Necdet Sezer scadesse il 16 maggio 2007. Tuttavia, l'elezione fallì dopo che la corte costituzionale dichiarò non valido il primo turno di votazioni, sulla base della necessità di un quorum di due terzi che non fu raggiunto a causa di un boicottaggio da parte dei partiti di opposizione.

### Risoluzione
Le riforme proposte furono le seguenti:
- Eleggere il presidente con voto popolare anziché da parte del parlamento;
- Ridurre il mandato presidenziale da sette anni a cinque;
- Consentire al presidente di candidarsi alla rielezione per un secondo mandato;
- Tenere le elezioni parlamentari ogni quattro anni invece di cinque;
- Ridurre a 184 il quorum dei parlamentari necessario per le decisioni parlamentari.

Il Parlamento approvò inizialmente gli emendamenti l'11 maggio, ma Sezer pose il veto al disegno di legge per la preoccupazione che il cambiamento potesse mettere un presidente con un forte mandato popolare contro il primo ministro e causare instabilità. I parlamentari dell'AKP, che al momento sceglievano il presidente in un voto parlamentare, votarono 370-21 a favore della stessa misura (senza cambiare una parola), richiedendo l'elezione presidenziale da parte dei cittadini.
| Emendamento costituzionale: | Seggi       | Seggi       | Voti 11 maggio   | Voti 31 maggio        |
| --- | ----------- | ----------- | ---------------- | --------------------- |
| Partito della Giustizia e dello Sviluppo (AKP) | 352         | 352         |                  | 352                   |
| Partito Popolare Repubblicano (CHP) | 149         | 149         |                  | 0                     |
| Partito della Madrepatria (ANAP) | 20          | 24          |                  | 2                     |
| Partito Democratico (DP) | -           | 24          |                  | -                     |
| Partito della Retta Via | 4           | 24          |                  | 0                     |
| Partito Popolare Socialdemocratico (SHP) | 1           | 1           |                  | 0                     |
| Partito dell'Ascesa Popolare (HYP) | 1           | 1           |                  | 0                     |
| Partito Giovani (GP) | 1           | 1           |                  | 0                     |
| Bağımsız Indipendenti | 13          | 13          |                  | 11                    |
| Seggi totali/Totale (Sì) | 541         | 541         | 376              | 370                   |
| Totale (No) | Totale (No) | Totale (No) | (165 boicottati) | 21 - (150 boicottati) |
| Si noti che la distribuzione dei seggi è cambiata rispetto alle ultime elezioni del 2002. |             |             |                  |                       |
| Il 2 giugno 2007, il DYP avrebbe cambiato il nome in Partito Democratico (DP) e l'ANAP si sarebbe fuso nel DP. Alla fine, il DYP divenne DP, tuttavia, l'ANAP non si fuse nel DP, ma accettò di sostenerlo nelle successive elezioni parlamentari. |             |             |                  |                       |

Il presidente della Turchia non può porre il veto una seconda volta su un disegno di legge, ma ebbe la facoltà deferirlo a un referendum per la decisione. Il 4 giugno, i parlamentari dell'opposizione affermarono anche di poter chiedere l'annullamento del voto dalla Corte costituzionale per vizi procedurali.

### Corte Costituzionale
Sezer sottopose la decisione tramite referendum il 15 giugno 2007. Allo stesso tempo, però, dichiarò che avrebbe chiesto alla Corte Costituzionale di invalidare il voto parlamentare per vizi procedurali. Secondo quanto riferito, la forte opposizione di Sezer derivava dai timori che un presidente con un forte mandato popolare potesse produrre una situazione di stallo qualora si fosse trovato in disaccordo con il primo ministro. La corte stabilì all'inizio di luglio che le riforme erano effettivamente valide, e pertanto il referendum si svolse come previsto.
Inoltre, Sezer pose il veto a un'altra legge, che avrebbe permesso di tenere il referendum costituzionale il 22 luglio 2007 invece che a ottobre, rendendo sempre più improbabile che la riforma si realizzasse prima delle elezioni.

## Campagna referendaria

### Posizioni
Erdoğan sostenne che la carica di presidente fosse politica e sarebbe dovuta essere eletta dall'opinione pubblica, non dai partiti. "Come possono chiedere voti al popolo coloro che vedono l'elezione del presidente turco con il voto popolare come un problema per il regime?" chiese Erdoğan.
Il Partito Popolare Repubblicano accusò Erdoğan di agire con "un senso di vendetta" per non essere prima riuscito a garantire l'elezione del suo allora politico Gul a questa posizione e allora, a spese della creazione di un "sistema parlamentare degenerato", tentava di assicurarsi un nuovo percorso per raggiungere il suo obiettivo. Deniz Baykal affermò che avrebbe lanciato una sfida giuridica a questa ideologia.

### Dibattiti
Poiché il testo originale del quesito referendario prevedeva che "tutti i presidenti a partire dall'11°" fossero eletti con voto popolare, il presidente in carica (l'undicesimo) si sarebbe dovuto dimettere per riconfermare la sua elezione con voto popolare; pertanto, l'AKP modificò il testo prima del referendum, in una sessione parlamentare del 16 ottobre 2007.

## Risultati
Il sessanta per cento di tutti gli elettori partecipò al referendum. Quasi il settanta per cento dei partecipanti sostenne le modifiche costituzionali.  Il referendum vide un notevole sostegno nelle regioni orientali, dove raggiunse il novanta per cento. Invece, le regioni occidentali assunsero generalmente una posizione più critica. Le modifiche costituzionali furono respinte nelle importanti province di Smirne e Edirne. Anche i cittadini di altre cinque province - Muğla, Kırklareli, Tunceli, Tekirdağ e Aydın - respinsero le modifiche. Quelle sette regioni sono ben note per essere roccaforti della sinistra laica, contraria alle modifiche.